# ティーエルシュタイン
ティーエルシュタイン (Thierstein)は、ドイツ連邦共和国バイエルン州ヴンジーデル・イム・フィヒテルゲビルゲ郡（オーバーフランケン行政管区）に属する市場町で、ティーエルスハイム行政共同体を構成する自治体の一つ。この自治体は、チェコとの国境近く、アウトバーンA93沿い（出口10 - ヘーヒシュテット）のフィヒテル山地内に位置している。

## 地理

### 自治体の構成
この町は、公式には15の地区 (Ort) からなる。このうち小集落や孤立農場などを除く集落を以下に列記する。
- ビルケンビュール
- ヘンデルハンマー
- カイザーハンマー
- シュヴァルツェンハンマー
- ティーエルシュタイン

## 歴史
ティーエルシュタインの名は、エーゲル郡文書館（ヘプ）に保管されている1340年3月20日付けの資料の作成者として、アルブレヒト・デア・ノットハフト・フォン・ティルシュタイン(Tirstein)と記されているのが初出である。その3年後の1343年7月16日に皇帝ルートヴィヒ・デア・バイエルンは、アルブレヒト・ノトハフトに建造されたティーエルシュタイン城を封土として与えた。14世紀の終わりに、ノットハフト家は、市場町のティーエルスハイムやマルクトロイテンおよびその周辺地域に属する集落をも含めたティーエルシュタインの領主権をマイセン辺境伯ヴィルヘルム1世に売却した。1415年になると、遺産相続により、この城の支配領域はすべてホーエンツォレルン家出身のニュルンベルク城伯のものとなった。この城には代官が置かれた。1603年、ブランデンブルク＝アンスバッハ辺境伯ゲオルク・フリードリヒは、城の廃止と、ティーエルシュタインの町の外に新しい役所を建造するよう命じた。その後、城は荒廃するに任せられた。
この町は、1725年に突然起こった大火事でその大部分が灰になり、また1945年にはアメリカ軍の砲撃により一部に被害を受けた。遠くに望むことができる城趾は現在では人気のレジャーコースになっている。遺されたベルクフリート（城の主塔）からは、フィヒテル山地内部全域やエーゲルラントまでを見渡すすばらしい眺望が楽しめる。

## 行政

### 議会
この町の議会は、12人の議員からなる。

## 引用
1. ↑  https://www.statistikdaten.bayern.de/genesis/online?operation=result&code=12411-003r&leerzeilen=false&language=de Genesis-Online-Datenbank des Bayerischen Landesamtes für Statistik Tabelle 12411-003r Fortschreibung des Bevölkerungsstandes: Gemeinden, Stichtag (Einwohnerzahlen auf Grundlage des Zensus 2011)
2. ↑  Bayerische Landesbibliothek Online